# Un anno terribile
Un anno terribile (1933 Was a Bad Year) è un romanzo di John Fante, pubblicato postumo nel 1985.

## Trama
È il 1933; il giovane italo-americano Dominic Molise vive a Boulder, in Colorado, e sogna di diventare un giocatore di baseball professionista, ma intanto la sua vita non è per niente semplice: la sua famiglia è povera e suo padre vuole che lavori con lui come muratore; a scuola è preso in giro dai compagni perché è basso e di origini italiane e le ragazze neanche si accorgono di lui. Ma Dominic ha qualcosa che nessun altro ragazzo del paese possiede: è il miglior lanciatore della regione. Il problema è che non ha nemmeno il denaro per il biglietto del pullman che lo porterebbe in California a sostenere il provino nelle squadre di baseball professionistiche.

## Edizioni
- Un anno terribile, a cura di Sandro Veronesi, traduzione di Alessandra Osti, Collana Le Strade n.6, Roma, Fazi, 1996,  p. 128, ISBN 978-88-811-2049-9. Collana tascabili, Fazi, 2001-2007, 88-81-12190-5.
- 1933. Un anno terribile, Introduzione di Vincenzo Cerami, Collana Stile libero, Torino, Einaudi, 2008, ISBN 978-88-061-7143-8.